# Hotel Chevalier
Hotel Chevalier is een korte Amerikaanse film uit 2007, geschreven en geregisseerd door Wes Anderson. In de Nederlandse filmtheaters werd deze film getoond voor The Darjeeling Limited, de film staat ook op de dvd van The Darjeeling Limited. Hotel Chevalier biedt meer inzicht in het leven van Jack Whitman, de jongste van de drie broers die de hoofdrol spelen in The Darjeeling Limited. De film is dus verbonden met The Darjeeling Limited, maar staat ook op zichzelf, en kan los bekeken worden.

## Verhaal
In Hotel Chevalier wordt Jack Whitman Jason Schwartzman in een hotel in Parijs bezocht door zijn ex-vriendin Natalie Portman. Het wordt duidelijk dat de twee een zeer verstoorde verhouding hebben. Ook wordt duidelijk dat Jack exorbitant rijk is. Jack draait het liedje 'Where do you go to (my lovely)' van Peter Sarstedt op zijn iPod. Hij zet het op als zij voor de deur staat. Dit liedje gaat over de leegte van het leven van een puissant rijke vrouw (Marie Claire). Jacks ex-vriendin (die naamloos blijft in de film) verklaart aan hem:
"Whatever happens in the end, I don't want to lose you as my friend."
Waarop Jack antwoordt:
"I promise I will never be your friend. No matter what, ever."
Ze zoenen en vrijen een beetje. Dan gaan ze naar het balkon om het uitzicht over Parijs te bekijken. Jack en zijn ex-vriendin gaan weer terug naar binnen terwijl de camera naar buiten gericht blijft. De credits rollen, en nogmaals wordt het liedje 'Where do you go to (my lovely)' gespeeld.